# Oświata w gminie Koluszki
Zasugerowano, aby zintegrować ten artykuł z artykułem Koluszki (gmina) (dyskusja). Nie opisano powodu propozycji integracji.
Oświata w gminie Koluszki

Herb Koluszek

W roku szkolnym 2016/2017 w przedszkolach, szkołach podstawowych i gimnazjach w gminie Koluszki pracowało 297 nauczycieli oraz 141 pracowników administracji i obsługi. Do przedszkoli uczęszczało 752 dzieci, do szkół podstawowych 1407 uczniów, a do gimnazjów 621 uczniów.
W 2016 roku na zadania związane z działalnością szkół (bez zadań inwestycyjnych) Gmina Koluszki przeznaczyła 17,3 mln zł, z czego 14 mln pochodziło z budżetu państwa, a 4,4 mln zł ze środków własnych.
Łącznie na wszystkie zadania związane z oświatą w 2016 r. (w tym na zadania inwestycyjne w wysokości 3,2 mln zł), Gmina Koluszki przeznaczyła 27,9 mln zł.
Wydatki na oświatę i wychowanie wyniosły w 2016 r. – 33,1%, w 2015 – 33,7%, a w 2014 – 36,8% budżetu gminy.

## Szkoły średnie
Licea ogólnokształcące w gminie Koluszki:
- I Liceum Ogólnokształcące, ul. T. Kościuszki 16

Zespoły szkół ponadgimnazjalnych (ZSP) w Koluszkach:
- Zespół Szkół Ponadgimnazjalnych Nr 1, ul. Wigury 2
- Zespół Szkół Ponadgimnazjalnych Nr 2, ul. Budowlanych 8

## Gimnazja
- Gimnazjum nr 2 im. Prymasa Tysiąclecia Stefana Kardynała Wyszyńskiego w Koluszkach[4]

## Szkoły podstawowe[3]
- Szkoła Podstawowa Nr 1 im. Tadeusza Kościuszki, ul. Zagajnikowa 12
- Szkoła Podstawowa Nr 2 im. Marii Konopnickiej, ul. Kościuszki 16
- Szkoła Podstawowa w Będzelinie
- Szkoła Podstawowa w Długiem
- Szkoła Podstawowa w Różycy
- Szkoła Podstawowa im. Marszałka Józefa Piłsudskiego w Gałkowie Dużym

## Przedszkola[3]

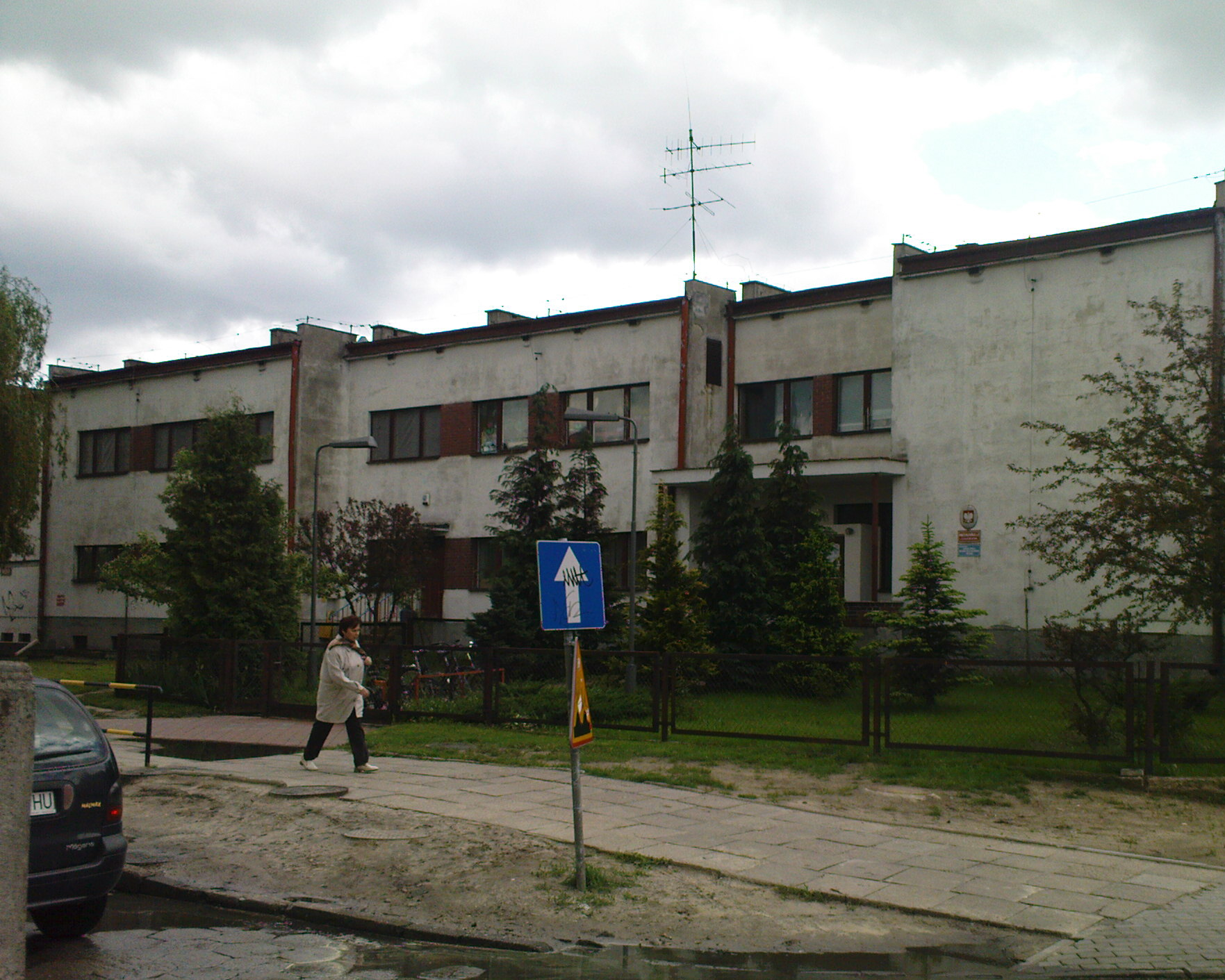
Przedszkole nr 2 w Koluszkach

- Przedszkole Nr 1, ul. Budowlanych 4a
- Przedszkole Nr 2, ul. M. Reja 5
- Przedszkole Nr 3 im. Cz. Janczarskiego, ul. Staszica 36
- 'Przedszkole w Gałkowie Dużym
- Przedszkole w Różycy

## Inne
- Specjalny Ośrodek Szkolno-Wychowawczy’, ul. Budowlanych nr 8

W skład ośrodka wchodzą: Szkoła Podstawowa Nr 3 i Gimnazjum Nr 3
- Żłobek Miejski w Koluszkach